# Hi Bye, Mama!
Hi Bye, Mama! (Hangul: 하이바이, 마마!; RR: Haibai, mama!) és una sèrie de televisió de Corea del Sud protagonitzada per Kim Tae-hee, Lee Kyu-hyung i Go Bo-gyeol. Es va emetre a tvN del 22 de febrer al 19 d'abril del 2020.